# Pseudeurostus frigidus
Pseudeurostus frigidus is een keversoort uit de familie klopkevers (Ptinidae). De wetenschappelijke naam van de soort werd in 1854 gepubliceerd door Anatole Auguste Boieldieu.